# Thā'

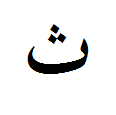
Tha in isolierter Form

Thāʾ (arabisch ثاء, DMG Ṯāʾ) ist der vierte Buchstabe des arabischen Alphabets. Ihm ist der Zahlenwert 500 zugeordnet.

## Entstehung
Im Gegensatz zu den meisten anderen arabischen Buchstaben ist das Thāʾ nicht direkt aus einem phönizischen Buchstaben hervorgegangen. In der Frühzeit der arabischen Sprache fehlten noch die diakritischen Punkte, Thāʾ wurde wie das Tāʾ geschrieben (siehe Rasm). Zur Unterscheidung der beiden Buchstaben wurden dem Tāʾ später zwei, dem Thāʾ drei Punkte hinzugefügt.

## Lautwert und Umschrift
Das Thāʾ entspricht dem stimmlosen englischen „th“-Laut in thief oder thought. In der DMG-Umschrift wird Thāʾ als unterstrichenes „t“ (ṯ) wiedergegeben, in der IPA-Lautschrift als [θ].
In zahlreichen arabischen Dialekten, so auch im Maltesischen, wird Thāʾ wie Tāʾ ausgesprochen. Im Maltesischen, das das lateinische Alphabet verwendet, wird es „t“ geschrieben.
Das Thāʾ ist ein Sonnenbuchstabe, d. h., ein vorausgehendes al- (bestimmter Artikel) wird assimiliert.

## Thāʾ in Unicode
| Unicode Codepoint | U+062B             |
| Unicode-Name      | ARABIC LETTER THEH |
| HTML              | &#1579;            |
| ISO 8859-6        | 0xcb               |